# Győröd község
Győröd község (románul: Comuna Ghiroda) község Temes megyében, Romániában. Központja Győröd, hozzá tartozik Kisgyarmatapuszta.

## Népessége
A 2011-es népszámlálás adatai alapján a község népessége 6200 fő volt.